# Jean-Baptiste Renaud
Pour les articles homonymes, voir Renaud (homonymie).
Jean-Baptiste Renaud est un homme politique français né le 2 décembre 1806 à Cluny (Saône-et-Loire) et décédé le 8 août 1888 à Grenoble (Isère).
Ferblantier à Grenoble, membre des clubs républicains, il est député de l'Isère de 1848 à 1849, siégeant à gauche.

## Sources
- « Jean-Baptiste Renaud », dans Adolphe Robert et Gaston Cougny, Dictionnaire des parlementaires français, Edgar Bourloton, 1889-1891 [détail de l’édition]